# Cristóbal de Villalpando

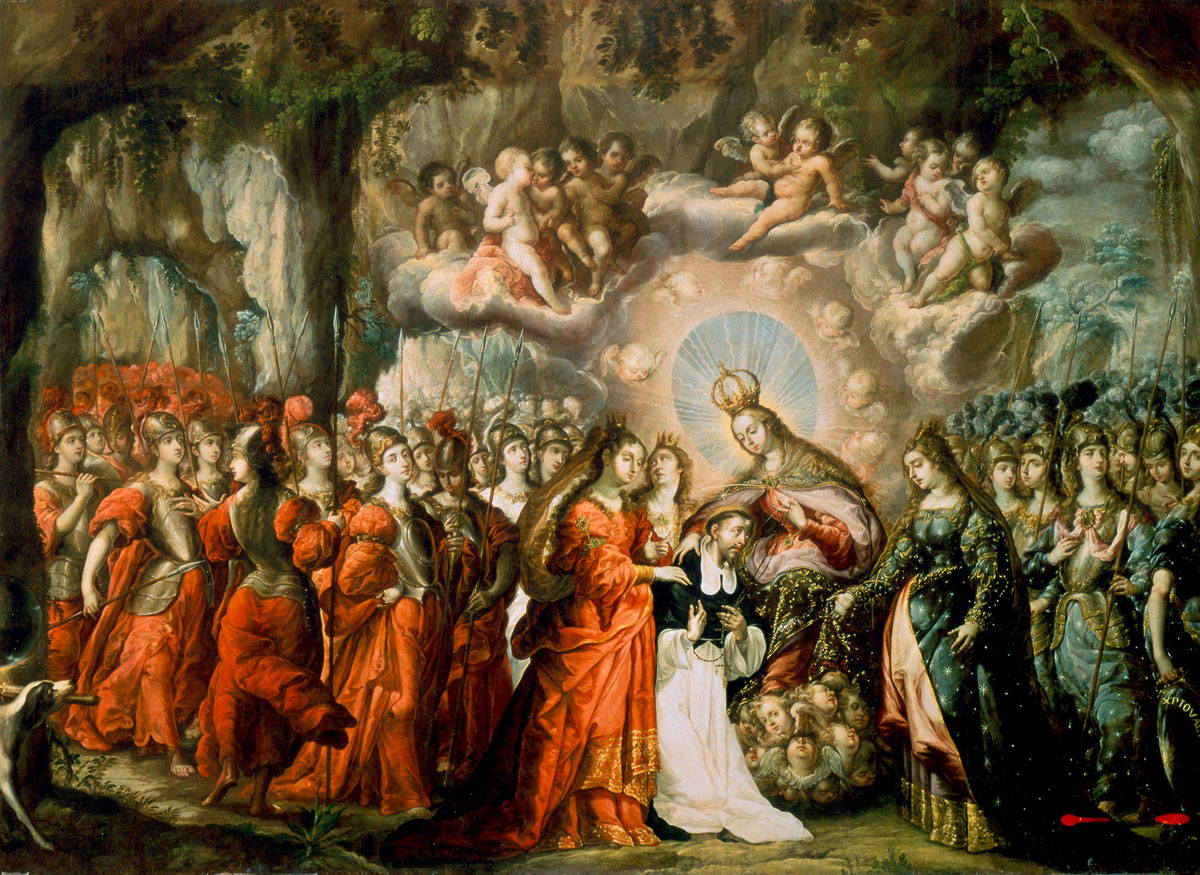
La lactación de Santo Domingo (finales del). Sacristía de la iglesia de Santo Domingo (Ciudad de México).

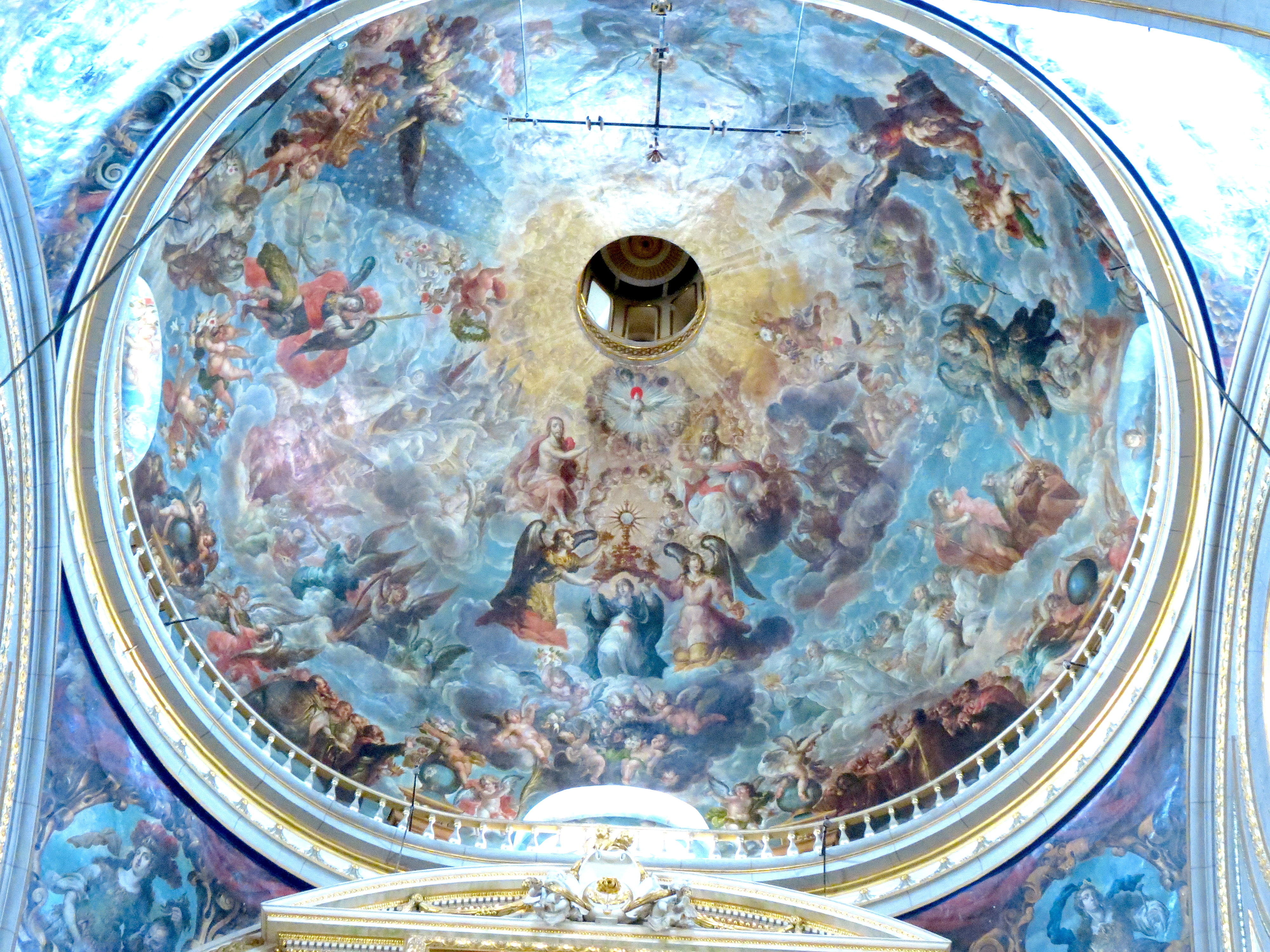
Apoteosis de la Eucaristía, 1688, Cúpula del Altar de Reyes, Catedral de Puebla

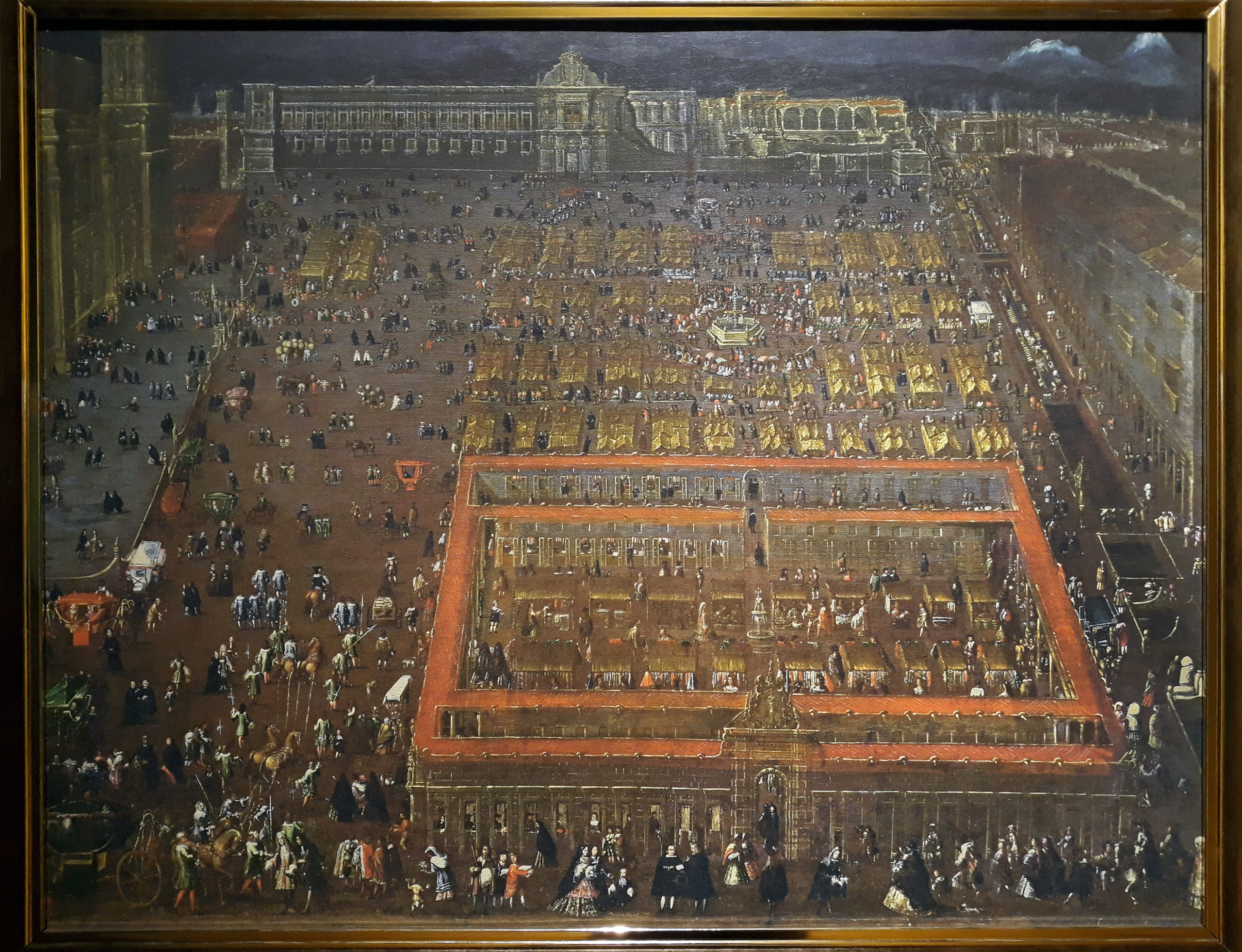
Vista de la Plaza Mayor de México, 1695, Palacio de Corsham Court, condado de Wiltshire, Inglaterra

Cristóbal de Villalpando (México, c. 1649 - id., 1714) fue uno de los pintores más afamados de la Nueva España, cuya obra se realizó a fines del siglo XVII y a principios del XVIII, coincidiendo temporalmente con Sor Juana Inés de la Cruz y parcialmente con Manuel de Sumaya.

## Biografía
Aunque no se tiene la certeza, se puede inferir que el pintor nació en México hacia 1649, gracias a un documento hallado en un libro de amonestaciones de españoles perteneciente al sagrario de la catedral de México, fechado en 1669.
En este documento, Cristóbal de Villalpando asegura ser "hijo y legítimo vecino de la ciudad" y, a continuación, se asienta el nombre de su esposa, María de Mendoza. Los autores calculan que el pintor no podía contar con menos de 20 años al contraer matrimonio, por lo que se estima la fecha de su nacimiento cerca de 1649. No obstante, su autorretrato en La apoteosis de San Miguel (1685) lo refleja como un hombre de apariencia de 35 años, por lo que se cree también que su fecha de nacimiento oscila entre 1650 y 1655.
Cristóbal de Villalpando fue veedor del gremio de pintores entre 1686 y 1699. En 1698 fue nombrado alférez de la Guardia de Alabarderos y ascendido a capitán en el año 1702. 
Falleció en 1714, siendo enterrado en la iglesia de San Agustín en Ciudad de México.

## Obra
Los primeros trabajos localizados de Villalpando se remontan al año 1675, en el retablo mayor del convento franciscano de San Martín de Tours en Huaquechula, Puebla,  donde se encuentran 17 lienzos: ocho dedicados a santos franciscanos, ocho a la vida de la Virgen y uno a Cristo crucificado.
Otras de sus primeras obras documentadas son el Retablo de las Ánimas (1680) en el Templo de San Bernardino de Siena en Xochimilco, el Retablo de Santa Rosa de Lima (1681) en el Templo de San Felipe y Santiago en Azcapotzalcoy el óleo monumental de 8,65 metros de altura Moisés y la serpiente de bronce y la Transfiguración de Jesús (1683) creado conjugando dos escenas bíblicas diferentes, una del Antiguo Testamento y otra del Nuevo, para la capilla del Señor de la Columna en la Catedral de Puebla.
También pertenece a esta etapa Cristo en Gloria y Majestad rodeado de ángeles músicos (1683), luneto que se exhibe actualmente en el coro de la Catedral de México y ocupa el lugar de una pintura destruida en el incendio del 17 de enero de 1967.
Entre 1684 y 1686, Villalpando realizó un ciclo de cuatro pinturas para la sacristía de la Catedral de México, consideradas como sus obras de mayor empeño: La Mujer del Apocalipsis, La Iglesia Militante y la Iglesia Triunfante, El Triunfo de la Religión (influida por Rubens y Marten de Vos) y La Apoteosis de San Miguel Arcángel. Esta última obra incluye la firma "Xptoval De Villalpando Inventor" en una filacteria y un posible autorretrato, según el historiador Francisco de la Maza.Lamentablemente y a causa quizá de fallas tectónicas en las bóvedas del edificio, Villalpando no pudo concluir el ciclo inicialmente planificado de seis lienzos que terminó siendo completado por Juan Correa, a quien se deben Entrada en Cristo en Jerusalén y La Asunción de la Virgen.
Dos años después de terminar sus encargos para la Catedral de México, en 1688, Cristóbal de Villalpando pinta la cúpula del Altar de Reyes en la Catedral de Puebla bajo el tema La Apoteosis de la Eucaristía. Incluye en las pechinas a cuatro "mujeres fuertes" del Antiguo Testamento: Judit, Rut, Ester y Yael. 
Su fama crece tanto que, para 1691, los franciscanos de Santiago de Guatemala (hoy Antigua) le solicitan la elaboración de una serie de 49 lienzos sobre la vida de San Francisco para su convento principal. De este ciclo sólo se conservan catorce pinturas, once en el Museo Colonial de Antigua y tres en la iglesia de San Francisco de Ciudad de Guatemala. 
Otra de sus obras reconocidas es Vista de la Plaza Mayor de México, pintada en 1695 y actualmente ubicada en el palacio de Corsham Court, condado de Wiltshire, Inglaterra.

Su carácter excepcional se debe a que la mayor parte de la producción de Villalpando es pintura religiosa, siendo su Vista de la Plaza Mayor una pintura profana que deja ver los edificios fundamentales del Zócalo (el atrio de la Catedral, el palacio episcopal, el palacio virreinal, la acequia, la Universidad, el Parián...) así como escenas de tipo local-cotidiano, como el cortejo del virrey con sus guardias, de sobresaliente interés para el estudio de la vida cotidiana en el México de finales del siglo XVII.

Se considera que el pintor alcanzó su plenitud artística en el periodo entre 1690 y 1710.

Este periodo (...) es prolífico en obras maestras. El colorido aumenta en intensidad y riqueza de matices, especialmente en los verdes, azules y bermellones que hacen estallar sus cuadros en brillante y violenta policromía. En la Profesa de Méjico se conservan Visión de Santa Teresa, Milagro de los panes y los peces, Cristo y San Pedro, Ecce Homo, Virgen del Rosario y Escenas de la vida de José. Todas estas obras rivalizan entre sí por sus excelencias.
Sebastián López et al, 2003

Vida de San Ignacio de Loyola es la última serie de la vida de Villalpando, hecha en 1710 para el noviciado jesuita de Tepotzotlán, actual sede del Museo Nacional del Virreinato; de los 28 lienzos originales, únicamente se preservan 22.

### Los Siete Arcángeles en la obra de Villalpando
Villalpando es reconocido por la representación de los Siete Arcángeles en sus obras. En los encargos de la Catedral de México, el pintor retrató a los Siete en el muro norte, intercalándose con las Virtudes. En 1688, en la Catedral de Puebla, los retrató en la cúpula que cubre el Altar de Reyes; y en 1694, los pintó en la Catedral de Guadalajara, en Jalisco. También están presentes en La Dolorosa, lienzo preservado en Museo Soumaya de la Ciudad de México.
Estas obras marcan "la eclosión que la iconografía del Septenario experimenta a lo largo del s. XVIII en el virreinato novohispano."

## Influencia
La vida de este pintor novohispano ha sido relacionado con la de otro artista de la época, Juan Correa, a quien examinó en la obtención de su título como pintor en 1687. Se considera que el arte de Correa está influenciado por los trabajos de Cristóbal de Villalpando. No se le conoce un discípulo como tal, pero su arte incidió en pintores de la siguiente generación como José de Ibarra y Nicolás Rodríguez Juárez.

## Galería

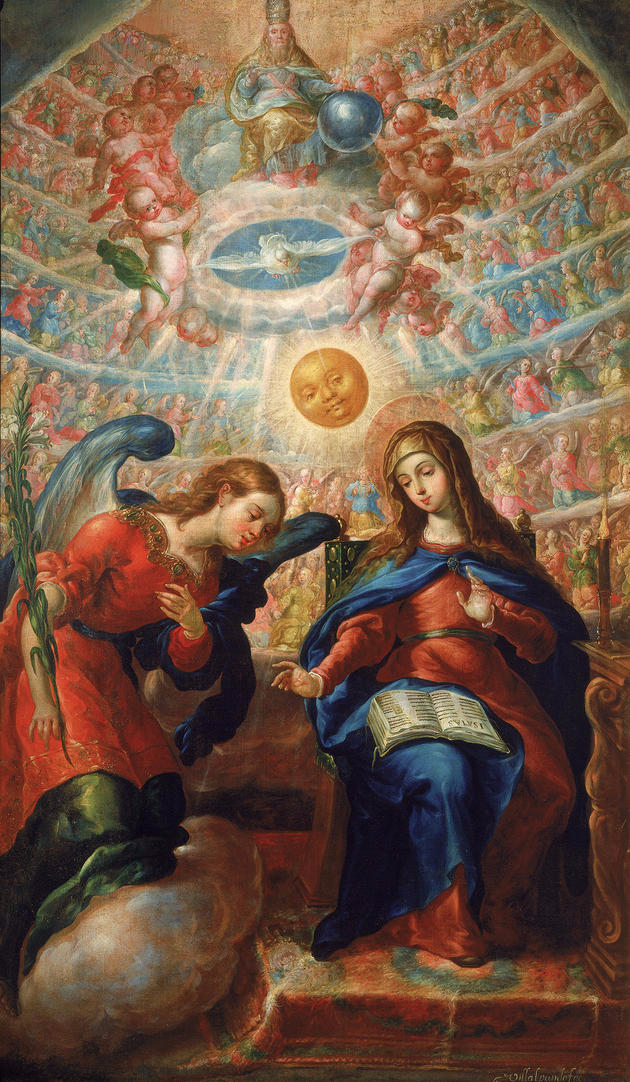
La Anunciación, 1706, Museo Regional de Guadalupe (Zacatecas)
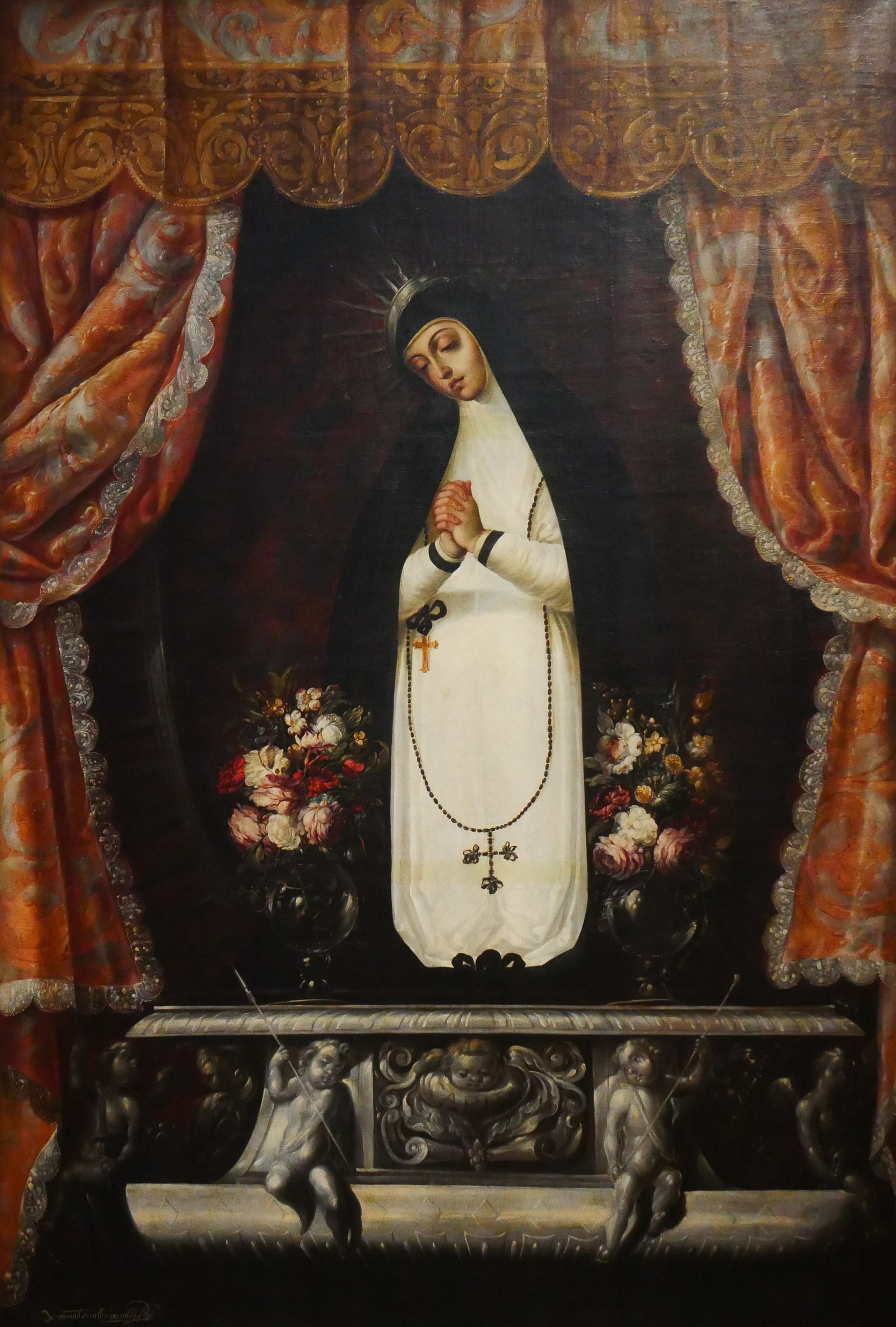
Virgen de la Soledad, 1675, Museo Internacional del Barroco, Puebla
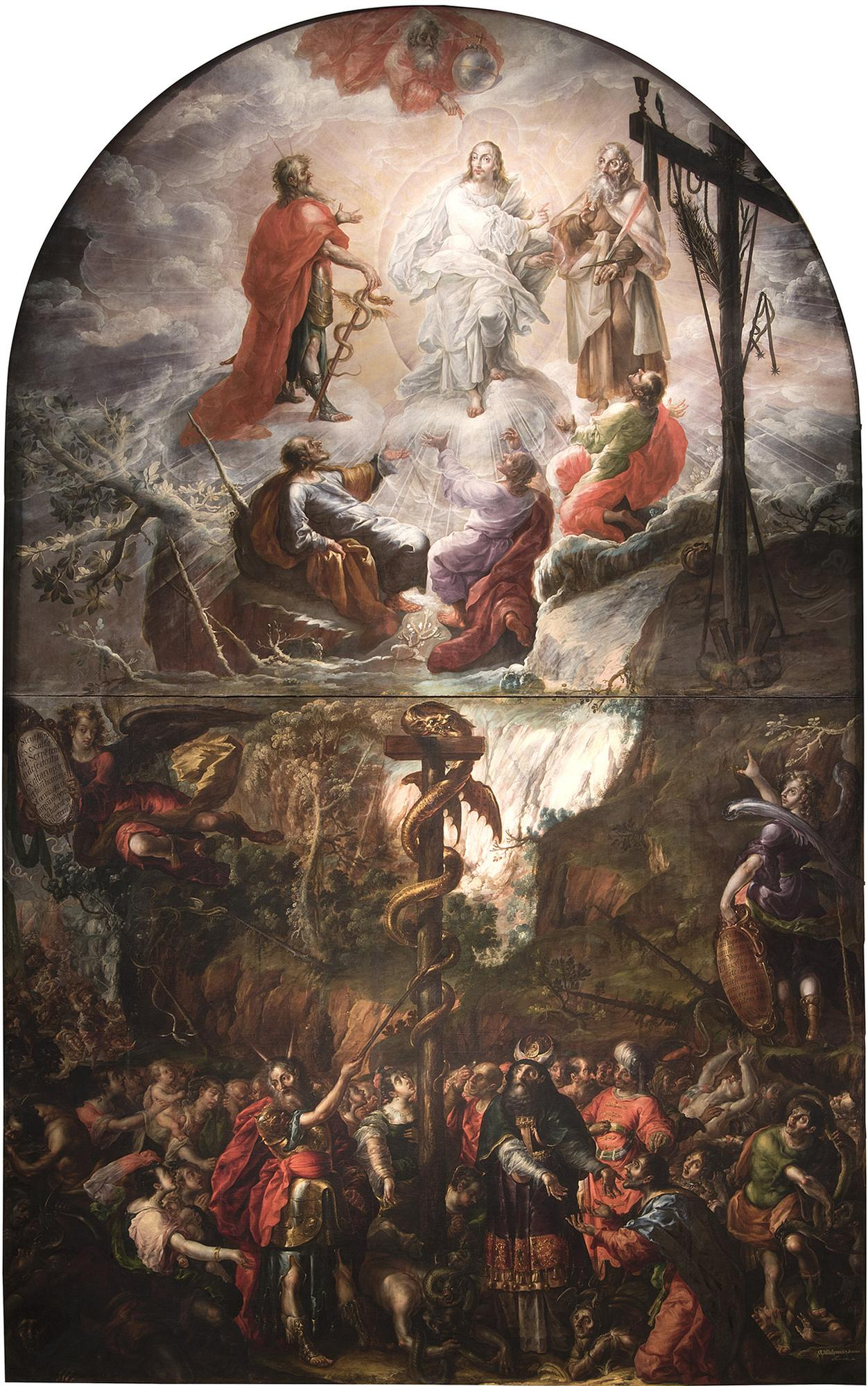
Moisés y la serpiente de bronce y la Transfiguración de Jesús, 1683, Capilla del Señor de la Columna, Catedral de Puebla
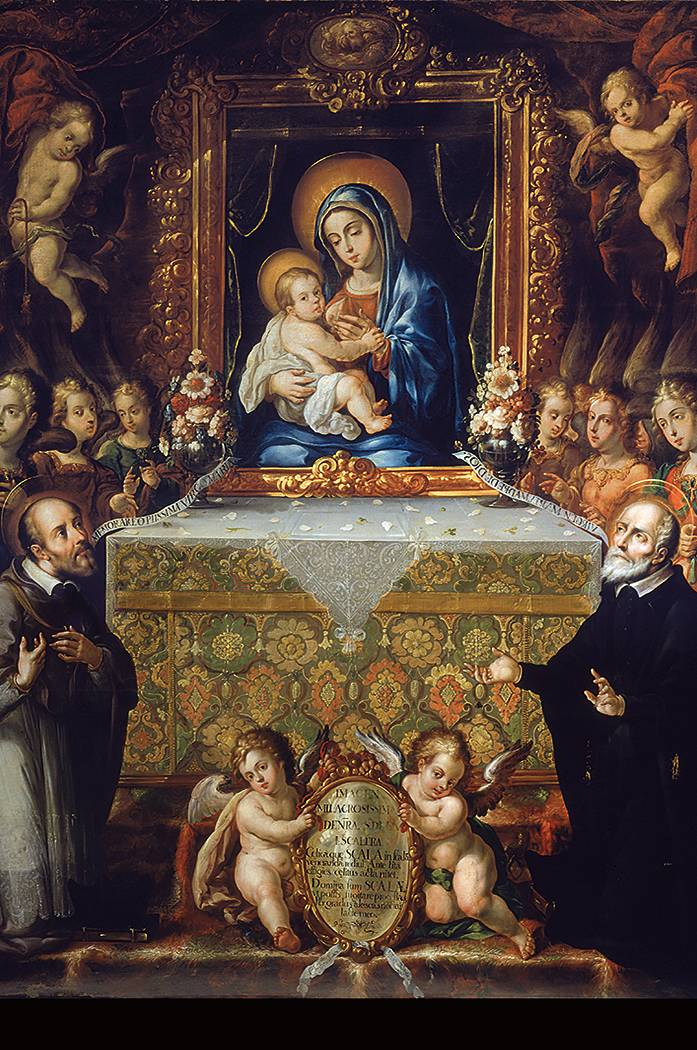
La Virgen de la escalera, c. 1680-1690, Pinacoteca de La Profesa, Ciudad de México
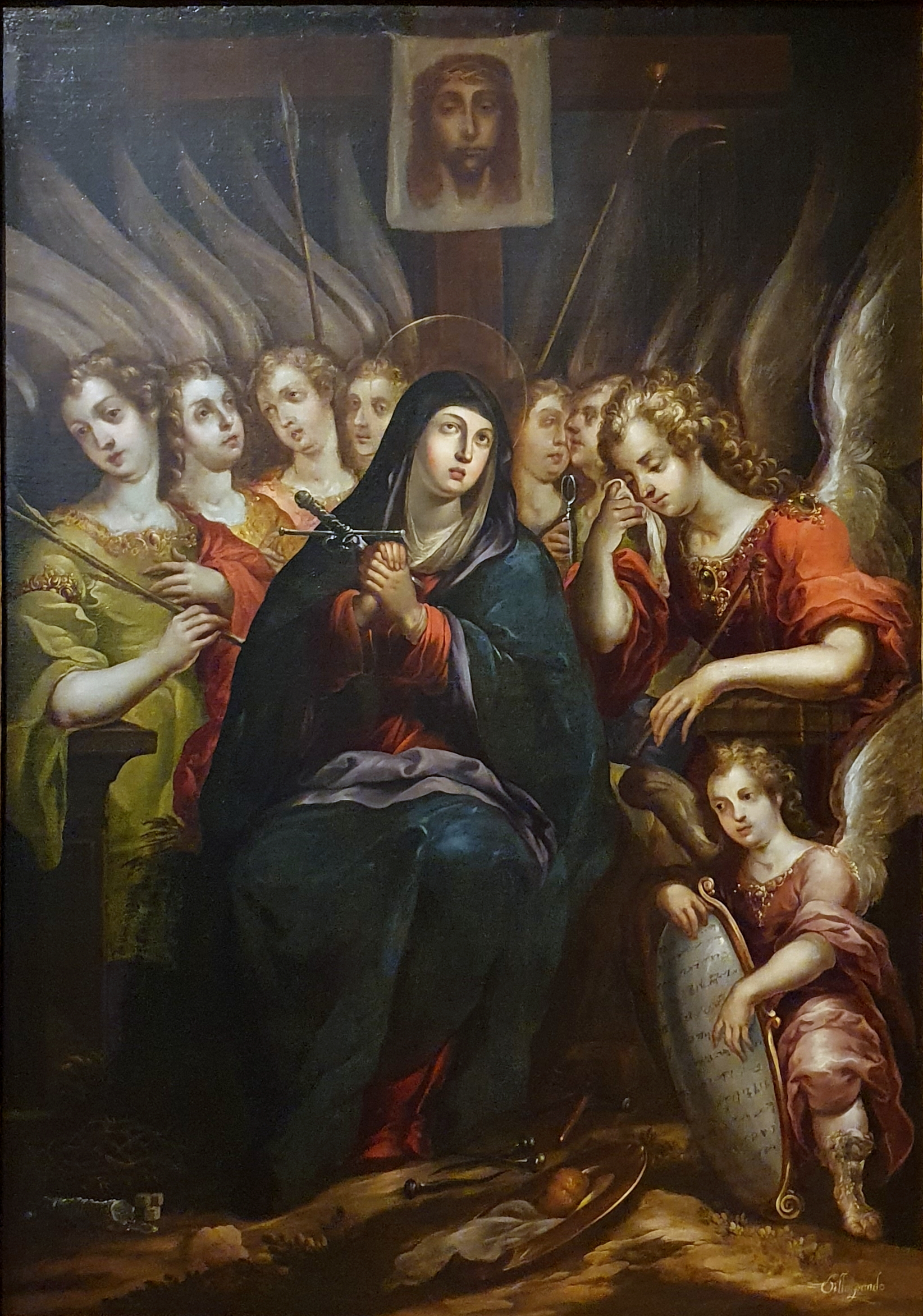
La Dolorosa, c. 1680-1689, Museo Soumaya, Ciudad de México
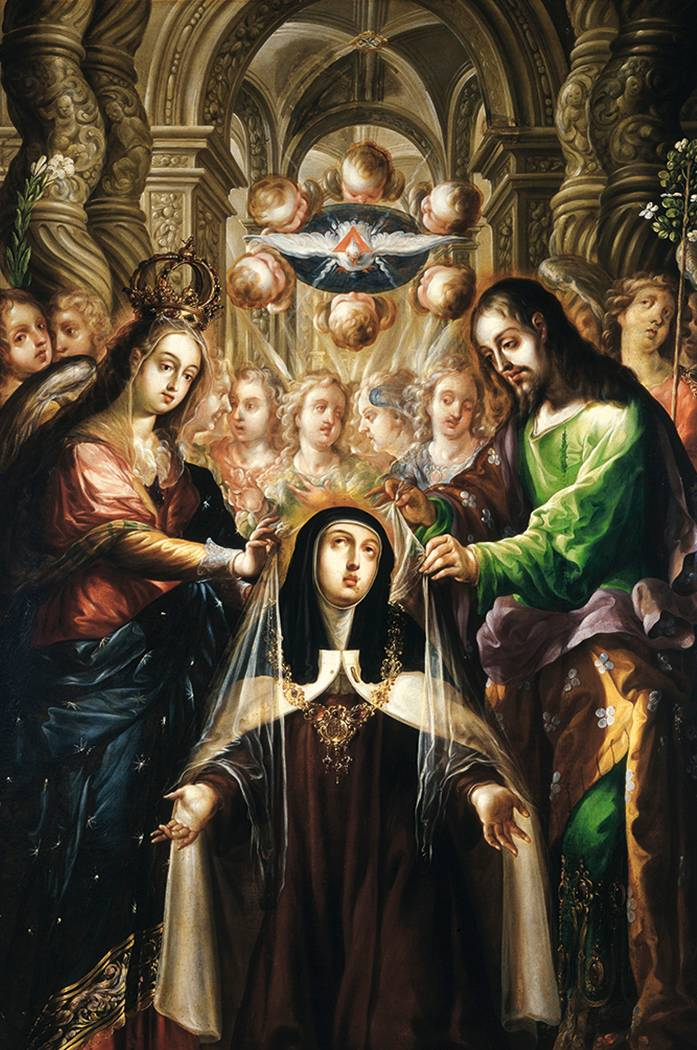
Santa Teresa recibe el velo y el collar de la Virgen y San José, c.1680-1690, Pinacoteca de La Profesa, Ciudad de México
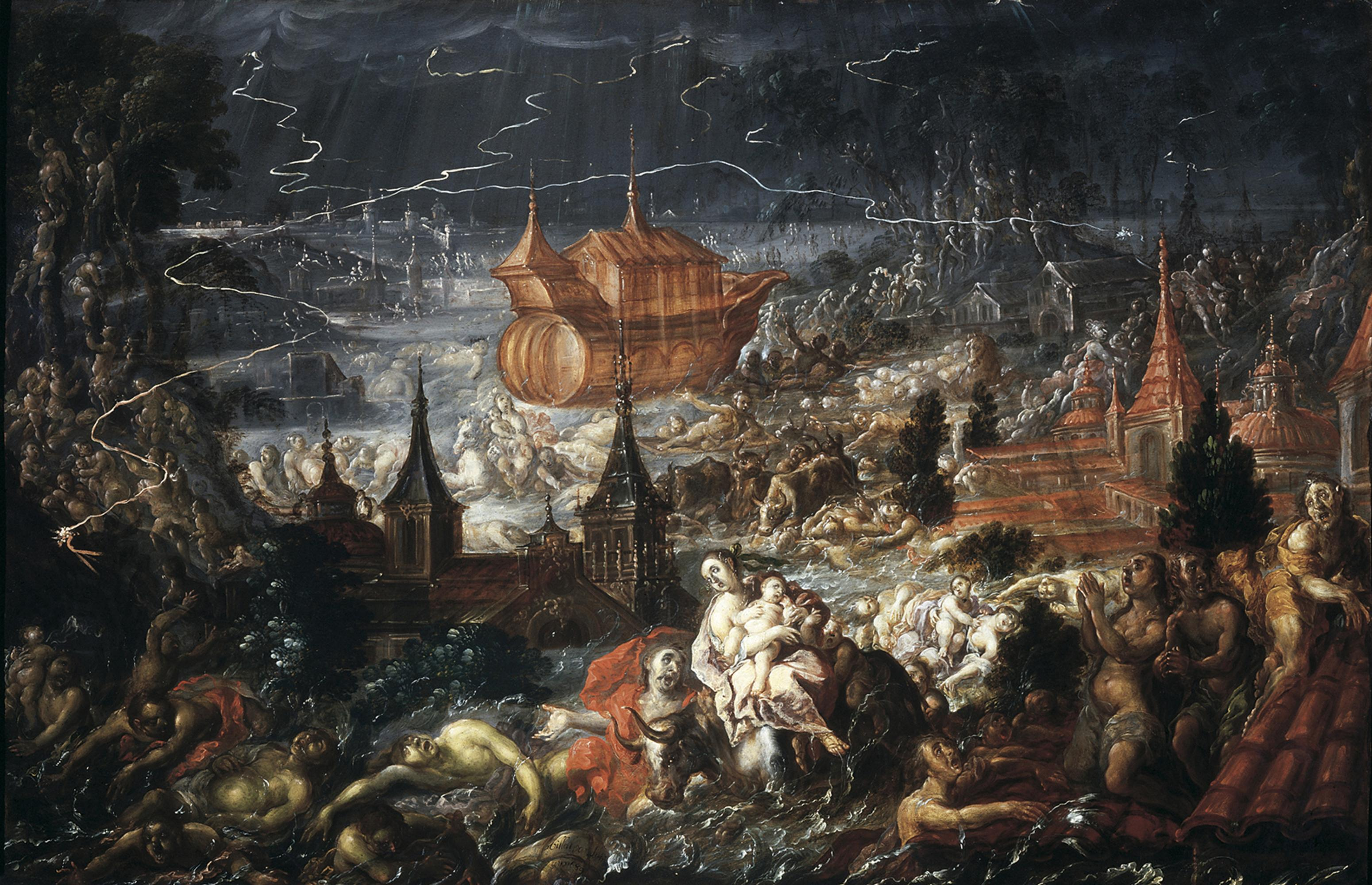
El Diluvio, c. 1689, Capilla del Ochavo, Catedral de Puebla
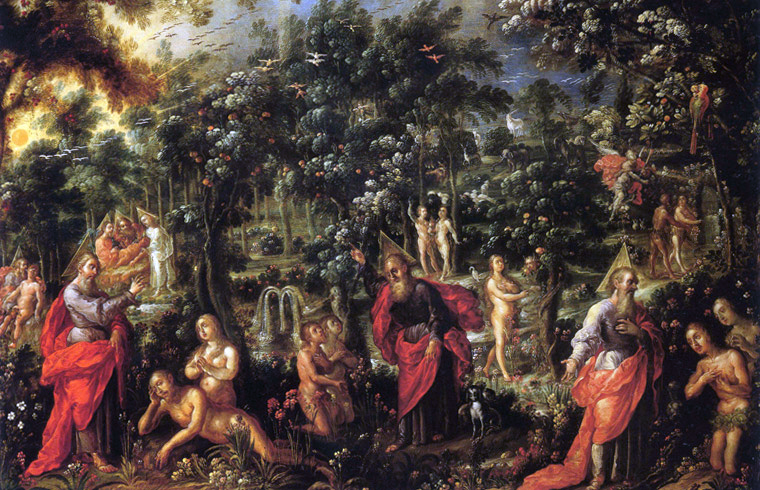
Adán y Eva en el Paraíso, c. 1689, Capilla del Ochavo, Catedral de Puebla
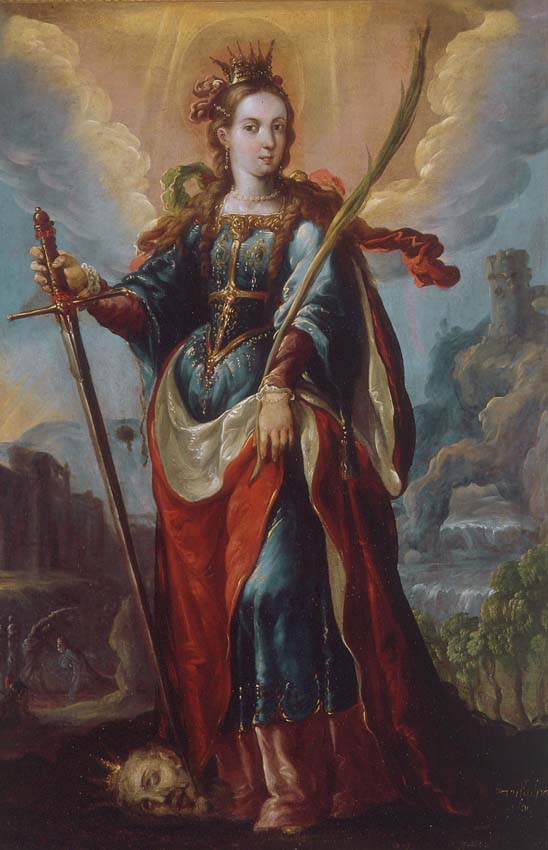
Santa Catalina de Alejandría, 1690, Colección Blaisten, Ciudad de México
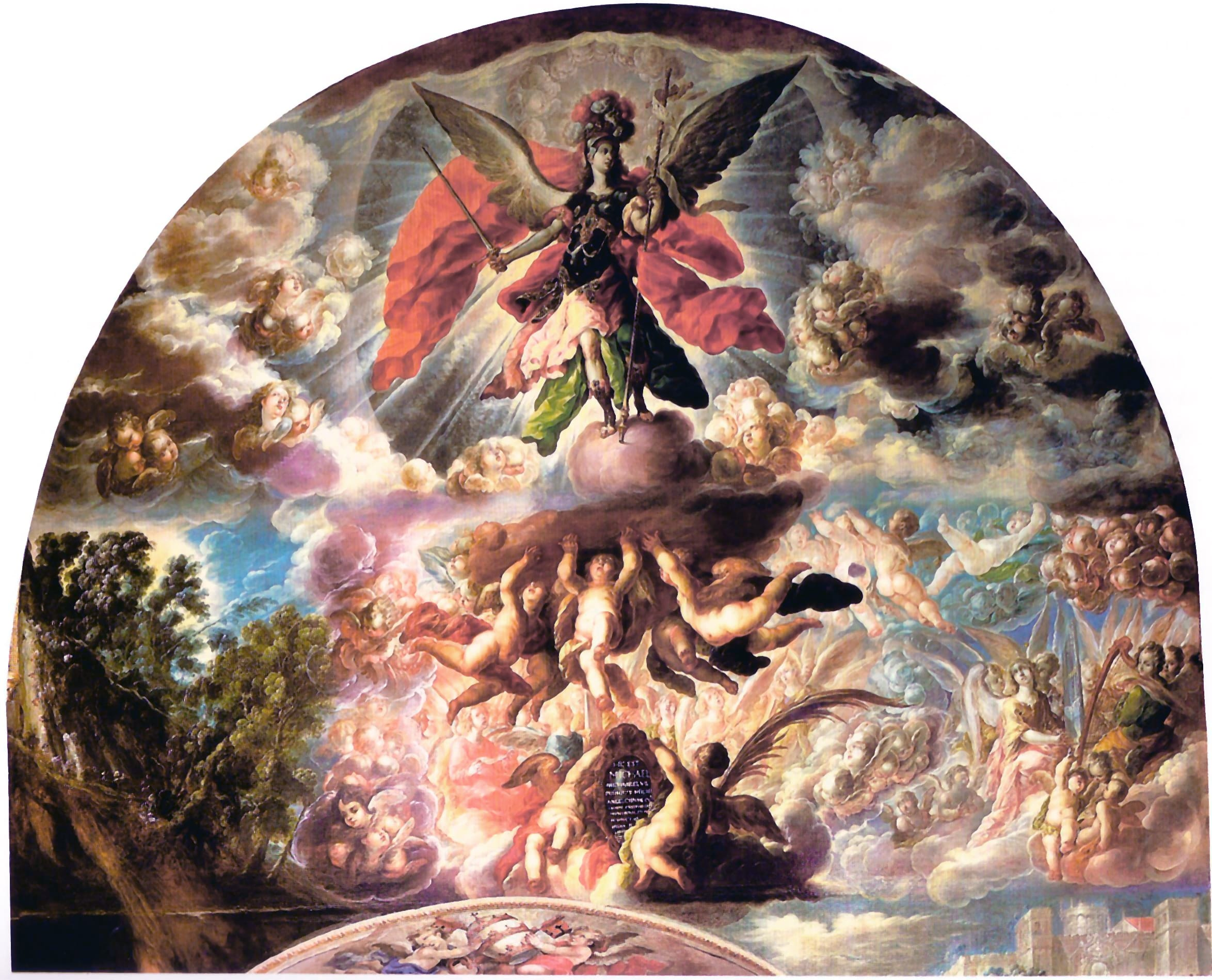
La Apoteosis de San Miguel Arcángel (detalle), 1685, Sacristía de la Catedral Metropolitana de la Ciudad de México
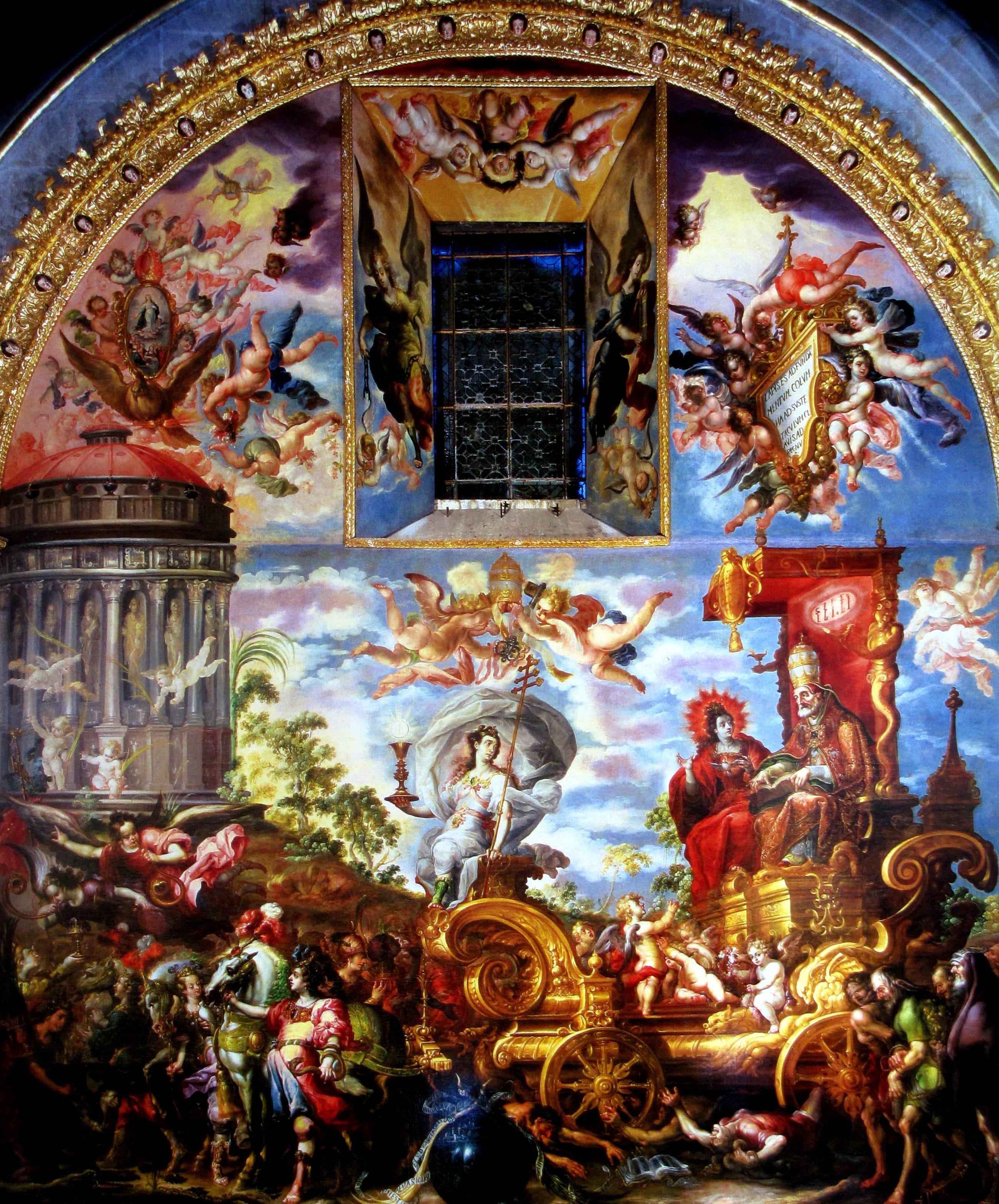
El Triunfo de la Religión , c. 1684-1686, Sacristía de la Catedral Metropolitana de la Ciudad de México
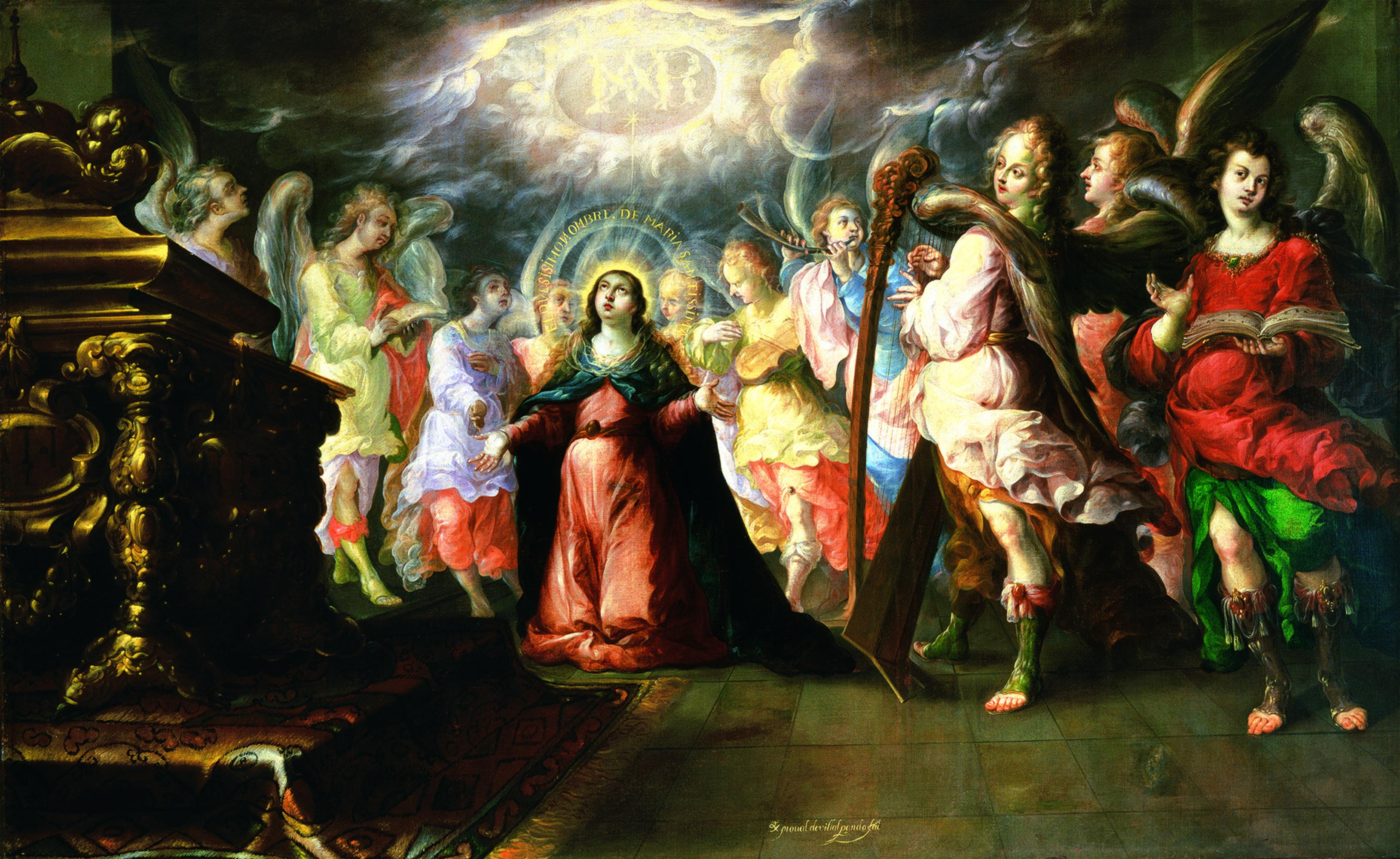
El Dulce nombre de María, c.1690-1700, Museo de la Basílica de Santa María de Guadalupe, Ciudad de México
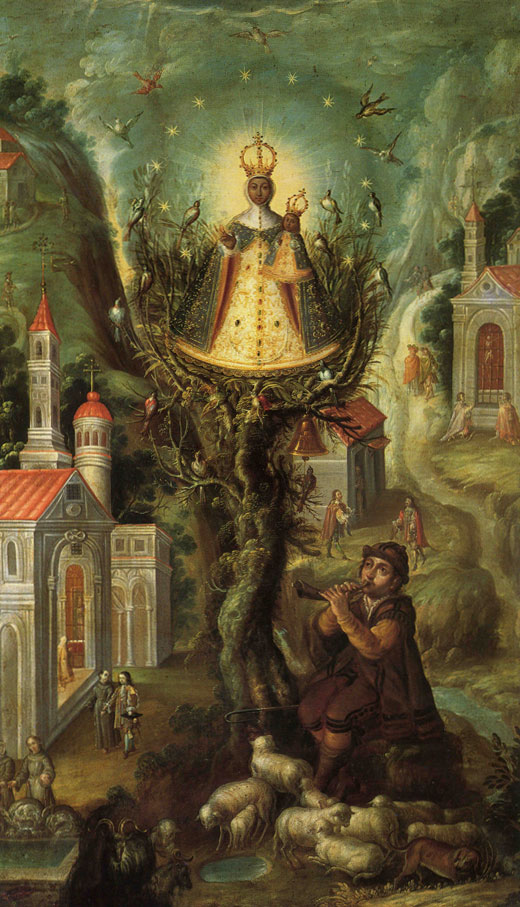
La Virgen de Aránzazu, c.1690-1700, Colegio de las Vizcaínas, Ciudad de México
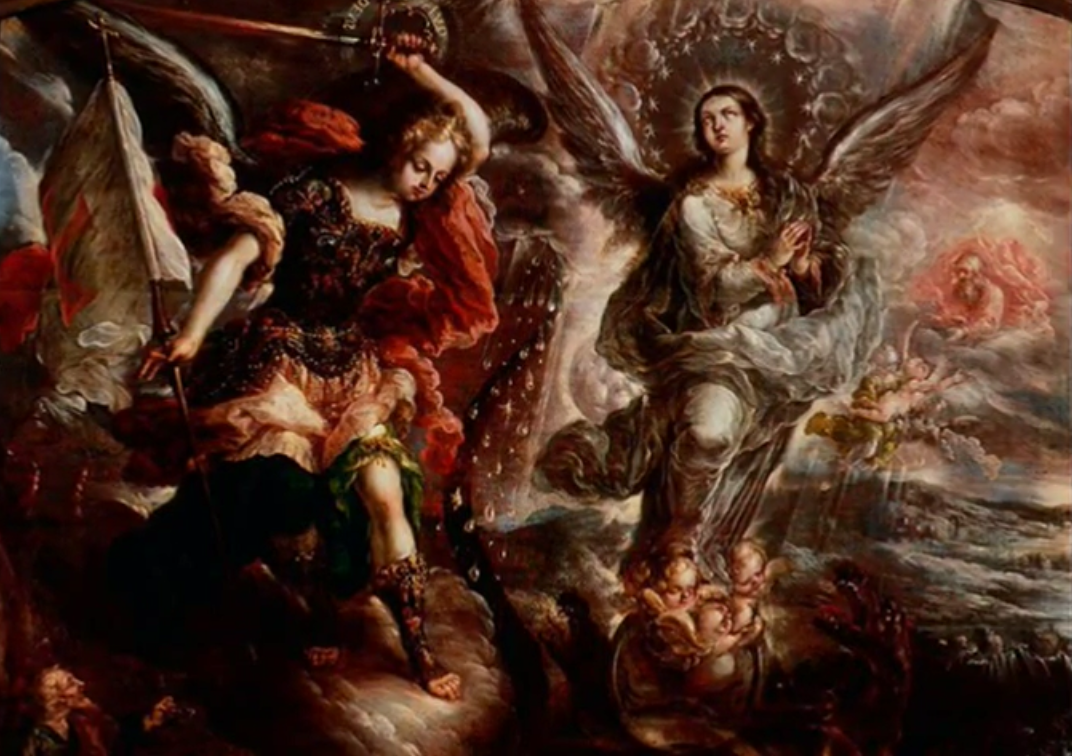
La Virgen del Apocalipsis, finales del siglo XVII, Museo José Luis Bello y González, Puebla
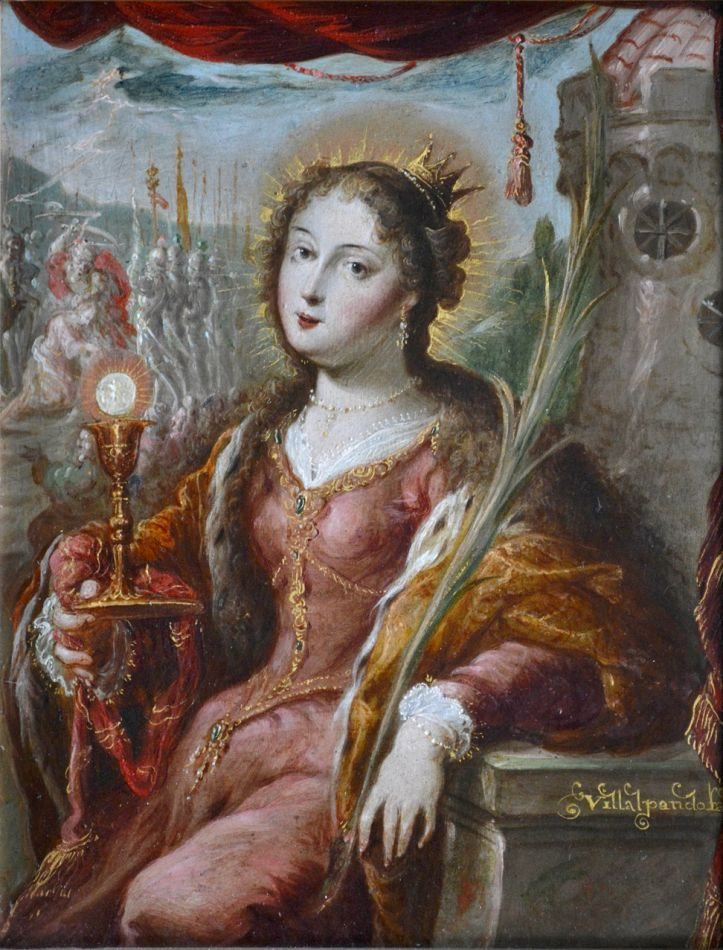
Santa Bárbara, c. 1700, Colección Blaisten, Ciudad de México